# Obreja, Caraș-Severin
Obreja este satul de reședință al comunei cu același nume din județul Caraș-Severin, Banat, România. Biserica din localitate, cu hramul „Sf. Apostoli Petru și Pavel”, construită în 1780 este monument istoric (cod: CS-II-m-B-11132).

## Personalități marcante
- Moise Groza, general.
- Ilie Sârbu, politician.
- Achim Nica, cântăreț de muzică populară,interpretează cântece cu specific din zona Banatului.Din 2001 este cetățean de onoare al municipiului București.

## Galerie de imagini

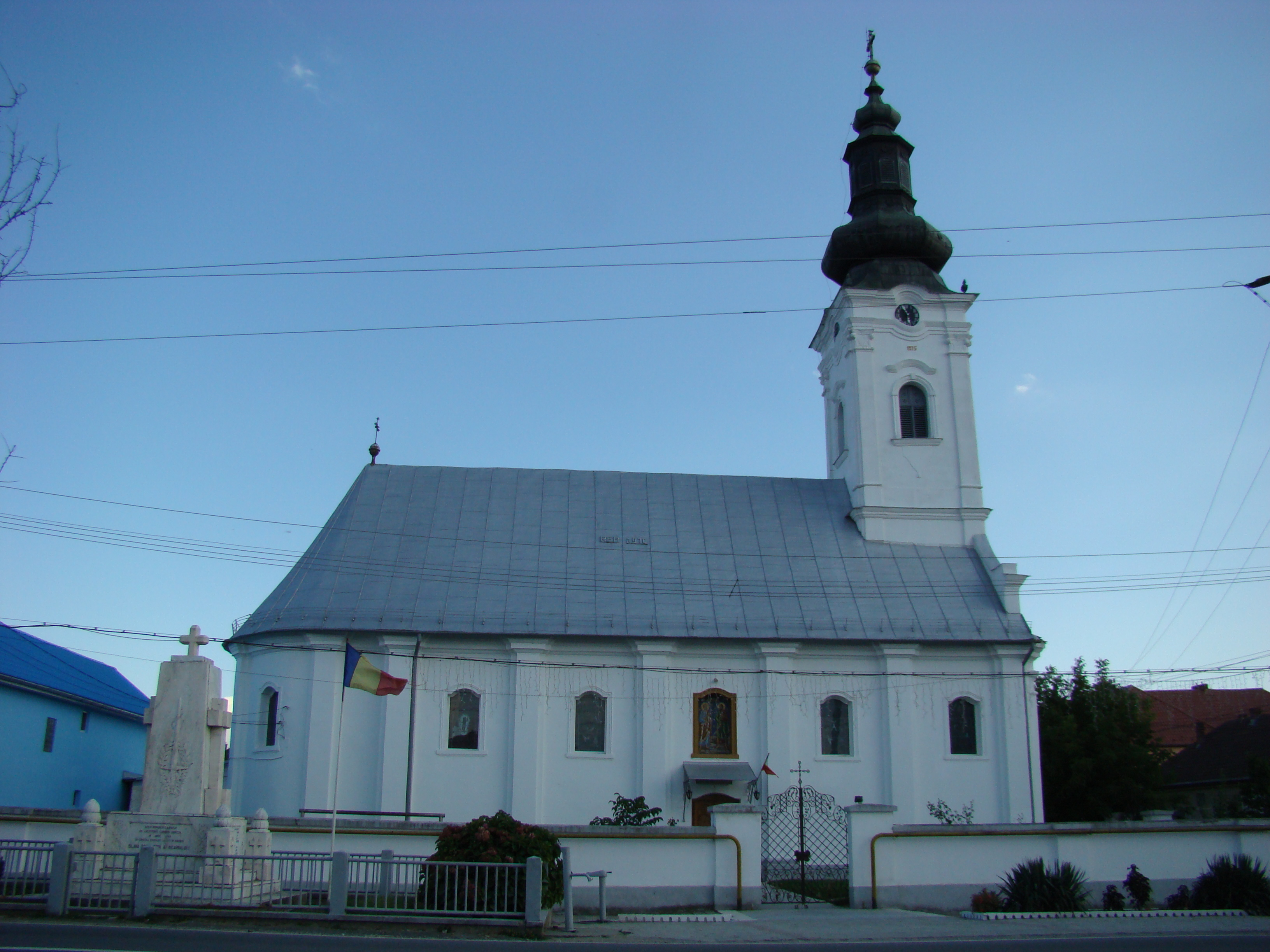
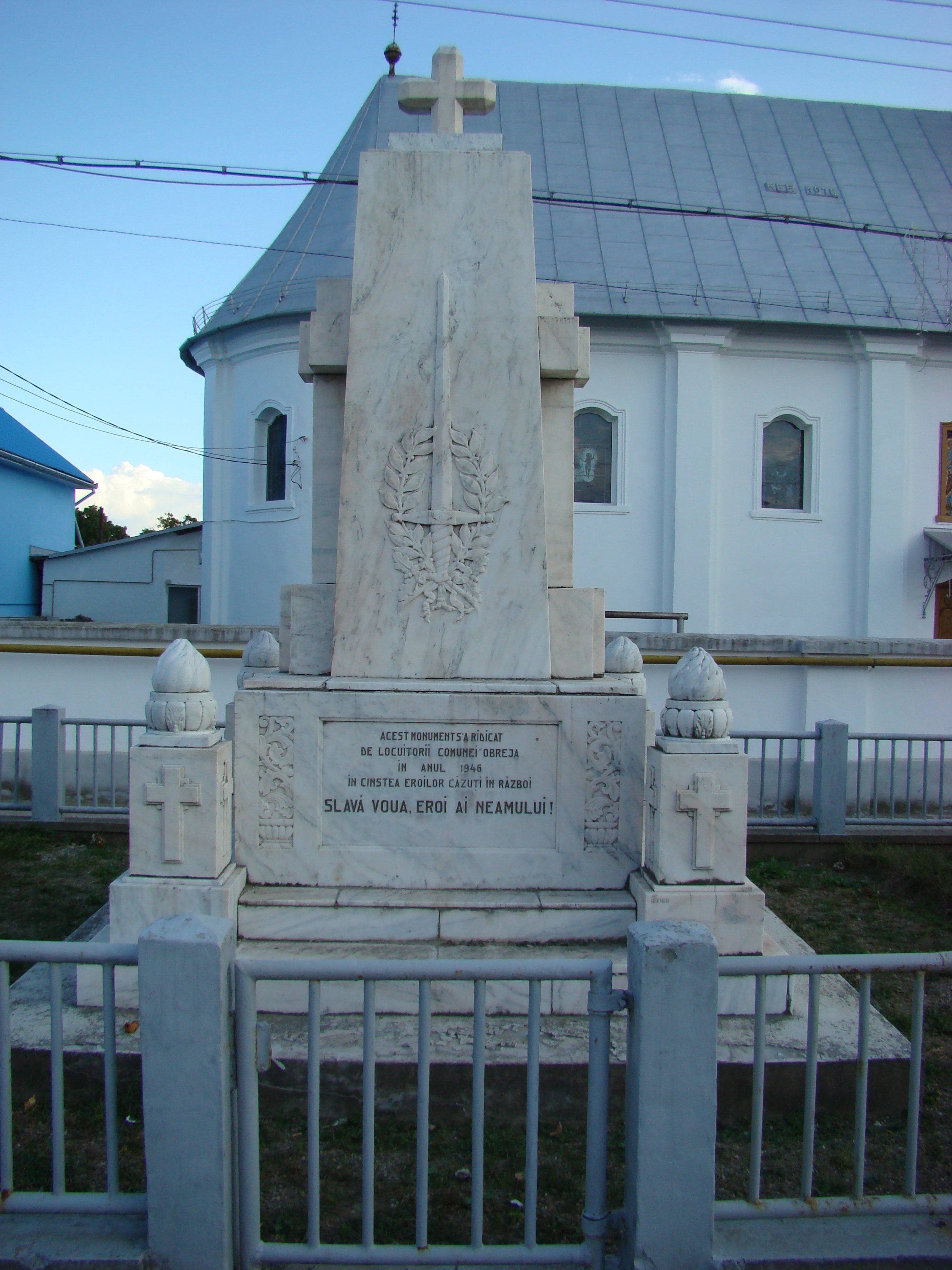